# Friedhof Ewiger Frieden (Herford)
Der Hauptfriedhof Ewiger Frieden (auch Zum ewigen Frieden) der Stadt Herford ist der größte Friedhof der Stadt. Er wurde am 29. Juni 1924 eingeweiht, da der einzige bis dahin existierende städtische Friedhof an der Friedhofstraße/Hermannstraße nicht mehr ausreichte.

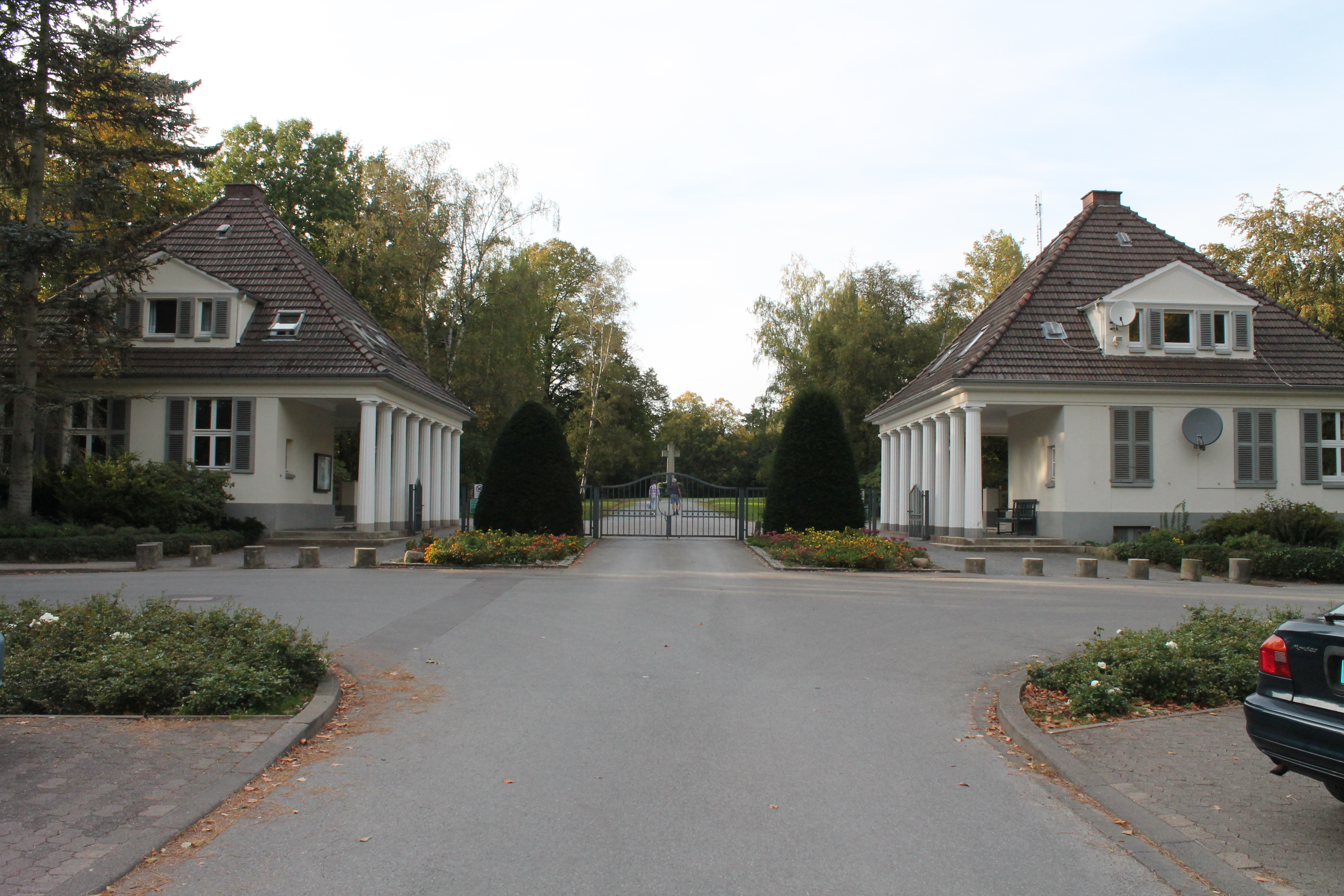
Eingangsbereich Ewiger Frieden

## Friedhofsanlage

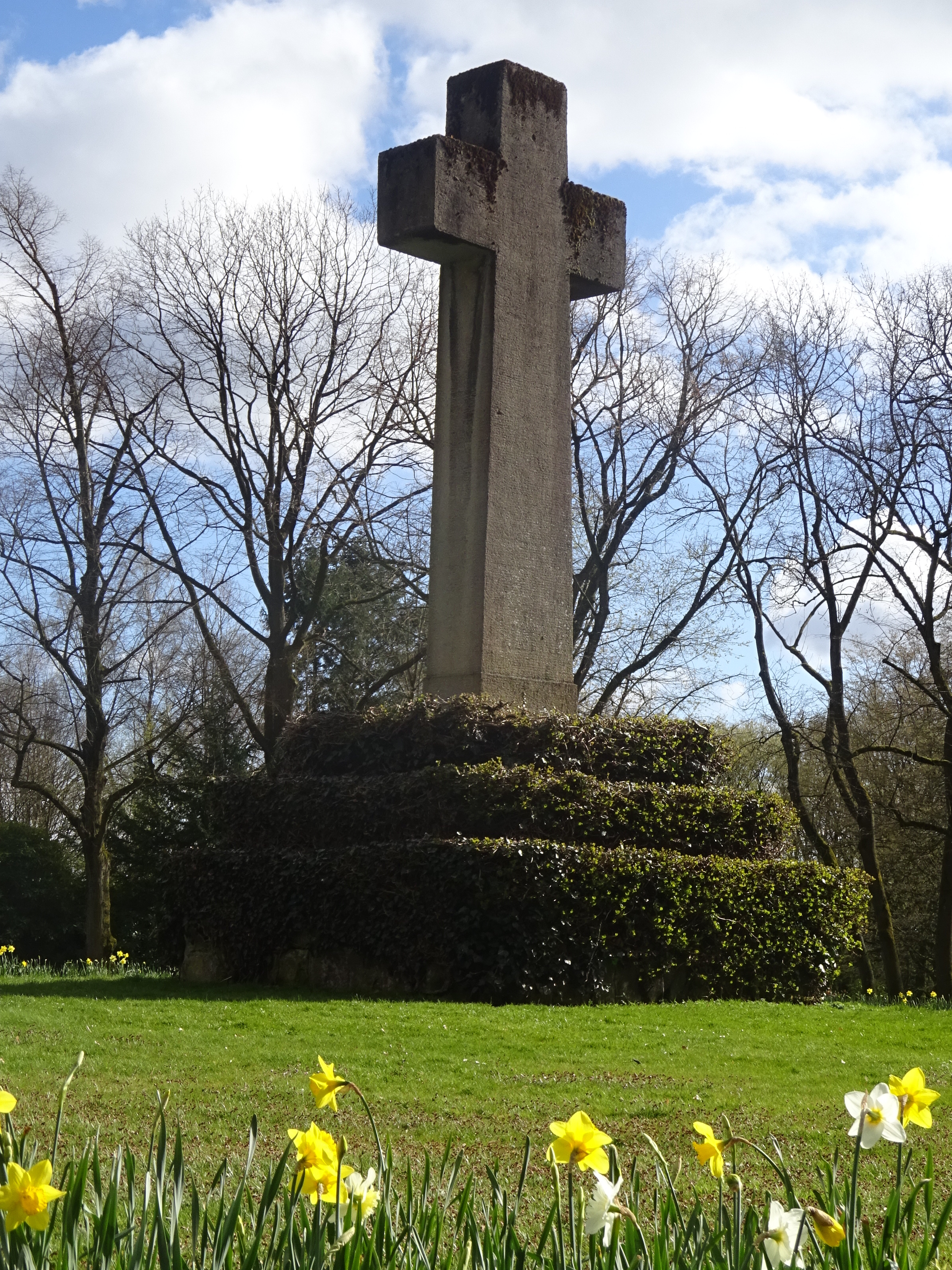
Kreuz beim Eingang Friedhof Ewiger Frieden Herford

Der Friedhof verfügt über 6 Friedhofsteile, die teilweise durch größere Wald- und Wiesenflächen voneinander getrennt sind. Wegen der parkähnlichen Anlage nimmt dieser die Funktion einer öffentlichen Grünfläche wahr und dient in erheblichem Umfang auch der Erholung der Bevölkerung. Viele Herforder nutzen den Friedhof daher zu Spaziergängen.
Er liegt in der Neustädter Feldmark im Norden der Stadt und erstreckt sich über eine Länge von etwa 900 Metern zwischen der Mindener Straße und der Eimterstraße. Von beiden Straßen ist er über Alleen zu erreichen, die sich am großen Hochkreuz auf dem Mittelpunkt des Friedhofes treffen.
Die großzügige Kapelle wurde 1955 erbaut.

## Bestattungsmöglichkeiten
Auf dem Friedhof gibt es Wahlgräber, Reihengräber, Rasenreihengräber mit Grabplatte, Pflegereihengräber, anonyme Reihengräber, Urnenkammern in Urnenstelen, ein Tot- und Fehlgeburtengrabfeld, ein Islamisches Grabfeld mit Reihengräbern, ein Aschestreufeld und ein Aschegrabfeld in einem Begräbniswald. Im Mai 2018 wurde auf dem Friedhof das dritte alevitische Grabfeld in Deutschland mit Platz für 70 Grabstätten eingeweiht. Seit 15. Juni 2019 gibt es ein jesidisches Grabfeld mit 84 Grabstellen.

## Kriegsgräberstätten

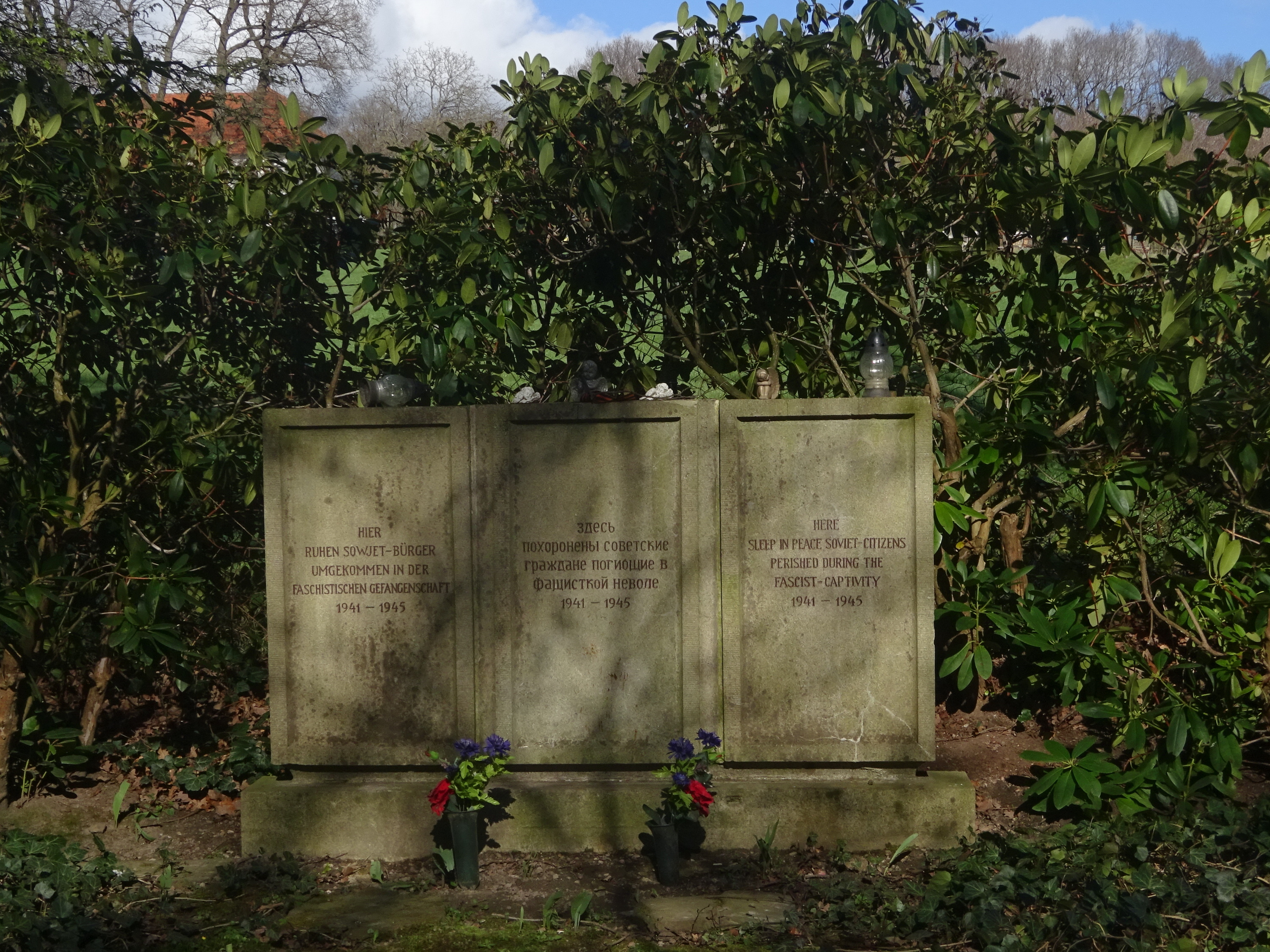
Ehrengrab für Sowjetische Zwangsarbeiter auf dem Friedhof Ewiger Frieden in Herford

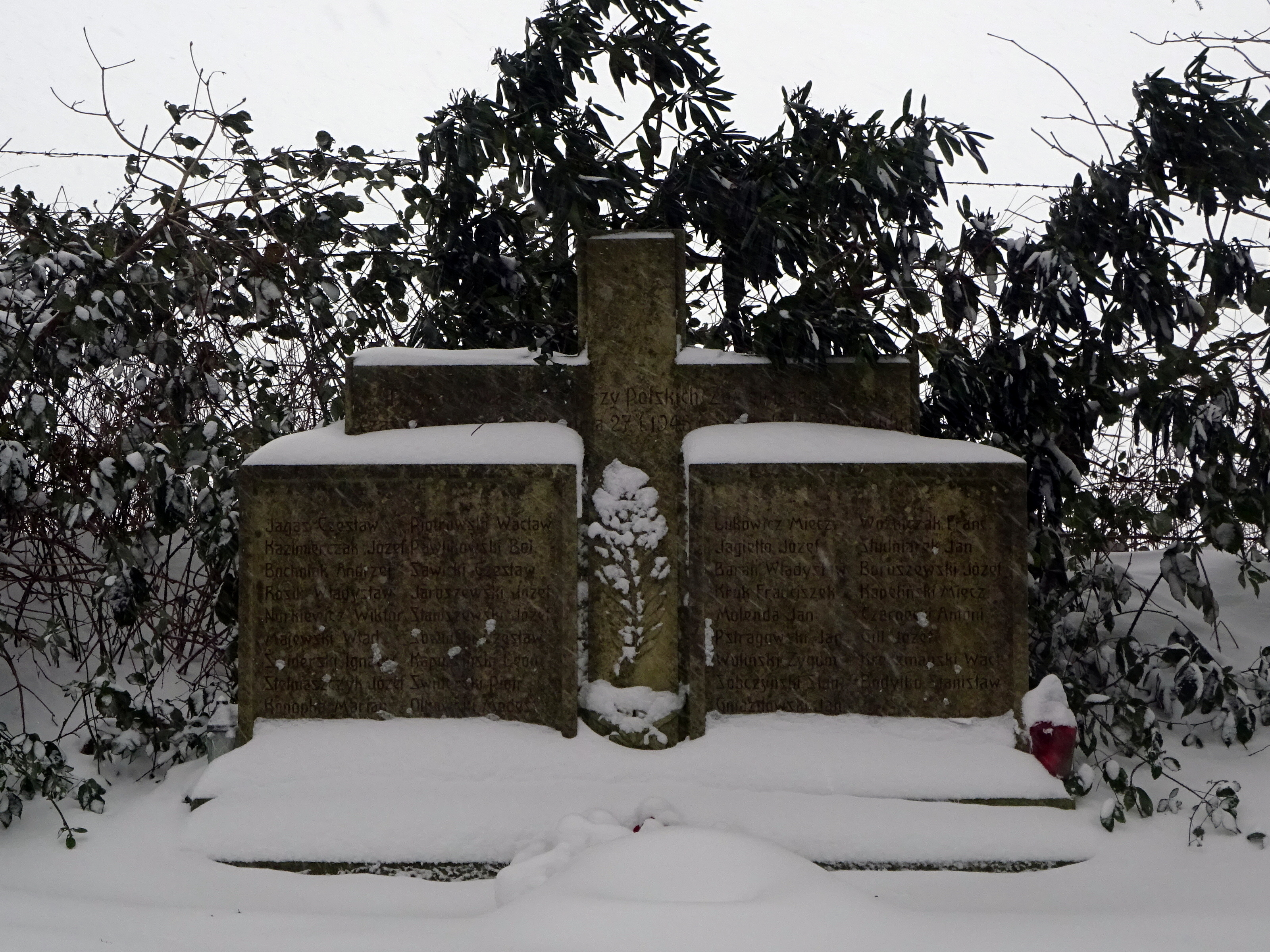
Ehrengrab für polnische Zwangsarbeiter, Ewiger Frieden Herford

Auf dem sehr großen Gelände des Friedhofes befinden sich insgesamt vier kommunale Kriegsgräberstätten. Darunter eine Gräberanlage für deutsche Kriegsopfer mit Einzelgräbern, ein Gemeinschaftsgrab für polnische Zwangsarbeiter mit 35 beigesetzten Opfern, die bei einem alliierten Luftangriff am 27. Januar 1945 ums Leben kamen, ein Gemeinschaftsgrab für russische Kriegsgefangenen mit einer nicht genannten Zahl von beigesetzten Opfern sowie eine Gräberanlage mit Einzelgräbern für 58 Zwangsarbeiter unterschiedlicher Nationalität, die in den Jahren von 1941 bis 1945 in Herford ums Leben kamen.

## Vorgeschichte
Bis 1808 wurden die Bürger der Altstadt, der Radewig, der Abtei und der zu Herford gehörenden Bauernschaften auf dem Münsterkirchplatz beerdigt. Auch an den anderen Kirchen existierten Kirchhöfe. Gegen den Widerstand der Bevölkerung wurden die innerstädtischen Begräbnisplätze während der Zeit des Königreichs Westphalen (1807–1813) geschlossen und ein neuer, nach rationalen Kriterien geplanter Friedhof am Eisgraben (heute Friedhofstraße) eröffnet.
Der sogenannte „Alte Friedhof“ der um 1800 nach der Verlagerung der Friedhöfe der Herforder Kirchen angelegt wurde, war der erste kommunale Friedhof. Bereits nach wenigen Jahrzehnten war seine Kapazität erschöpft, so dass er 1873 in südliche Richtung durch den Friedhof Hermannstraße erweitert werden musste. Auf dem Alten Friedhof finden seit 1874 keine Bestattungen mehr statt. Auf dem Friedhof Hermannstraße werden bis heute noch Beerdigungen durchgeführt. Neben ihrem Baumbestand beeindrucken beide Anlagen durch die zahlreichen alten Denkmäler, die teilweise aus der Renaissance und dem Barock stammen. Ein hohes Kriegerdenkmal, das 1879 auf dem Alten Markt erbaut und 1964 auf den Alten Friedhof umgesetzt wurde, erinnert bis heute an die Gefallenen der Kriege Preußens gegen Dänemark und Österreich sowie des Deutsch-Französischen Krieges. 
Zur Entlastung der Friedhöfe wurde 1924 der Friedhof Ewiger Frieden angelegt.

## Weitere Herforder Friedhöfe
Friedhöfe der evangelisch-lutherischen Marienkirchengemeinde Stiftberg sind der Erika-Friedhof an der Vlothoer Straße, der Marien-Friedhof an der Marienstraße und der Friedhof Schwarzenmoor/Falkendiek an der Mindener Straße.
An der Friedhofstraße liegt der Jüdische Friedhof, der bereits seit dem 17. Jahrhundert der jüdischen Gemeinde als Begräbnisstätte dient.
In den 1969 eingemeindeten Stadtteilen befinden sich folgende städtische Friedhöfe:
Friedhof Diebrock an der Hausheider Straße, Friedhof Eickum an der Diebrocker Straße, Friedhof Elverdissen an der Hillewalser Straße, Friedhof Laar an der Laarer Straße und Friedhof Stedefreund an der Bielefelder Straße.
Aus kultureller und geschichtlicher Sicht sind die Friedhöfe als Orte der Gegenwart und der Geschichte von besonderer Bedeutung. Dieses wird unterstrichen durch die Eintragung in die Denkmalliste der Stadt Herford.
Die Gesamtfläche aller Friedhöfe in Herford beträgt derzeit ca. 507 000 m². Damit stehen je Einwohner ca. 7,8 m² zur Verfügung.
In der Nähe der Autobahnanschlussstelle Herford Ost befindet sich der private Tierfriedhof Schwarzenmoor.